# Reprezentacja Tajlandii w rugby 7 kobiet
Reprezentacja Tajlandii w rugby 7 kobiet – zespół rugby 7, biorący udział w imieniu Tajlandii w meczach i sportowych imprezach międzynarodowych, powoływany przez selekcjonera, w którym mogą występować wyłącznie zawodniczki posiadające obywatelstwo tego kraju, mieszkające w nim, bądź kwalifikujące się ze względu na pochodzenie rodziców lub dziadków. Za jego funkcjonowanie odpowiedzialny jest Thai Rugby Union, członek Asia Rugby i World Rugby.

## Turnieje

### Udział wPucharze Świata
| Rok  | Wynik                     | Źródło |
| ---- | ------------------------- | ------ |
| 2009 | 13–16 (ćwierćfinały Bowl) |        |
| 2013 | –                         |        |
| 2018 | –                         |        |

### Udział wigrzyskach azjatyckich
| Rok  | Wynik | Źródło |
| ---- | ----- | ------ |
| 2010 | 3.    |        |
| 2014 | 5.    |        |
| 2018 | 4.    |        |

### Udział wigrzyskach Azji Południowo-Wschodniej
| Rok  | Wynik | Źródło |
| ---- | ----- | ------ |
| 2007 | 1.    |        |
| 2015 | 1.    |        |
| 2017 | 1.    |        |